# Tapeinosperma babucense
Tapeinosperma babucense är en viveväxtart som beskrevs av Carl Christian Mez. Tapeinosperma babucense ingår i släktet Tapeinosperma och familjen viveväxter. Inga underarter finns listade i Catalogue of Life.